# Frank Seynsche
Frank Seynsche ist ein deutscher Unternehmer und Verbandsfunktionär.

## Werdegang
Seynsche schloss sein Studium als Diplom-Ingenieur ab. Er ist Inhaber der Bauunternehmung Herbert Seynsche GmbH in Wuppertal. Bis 2008 war er Kreishandwerksmeister in Wuppertal.
1974 wurde er Stellvertretendes Mitglied des Vorstandes der Bau-Berufsgenossenschaft Rheinland und Westfalen und dort 2001 Vorsitzender des Vorstandes. Nach der Fusion der acht regionalen Bau-Berufsgenossenschaften zur neuen Berufsgenossenschaft der Bauwirtschaft, zu deren Verwirklichung Seynsche maßgeblich beitrug, wurde er im Mai 2005 zum ersten Vorsitzenden auf Arbeitgeberseite gewählt.

## Ehrungen
- 2009: Goldene Verdienstmedaille des Zentralverbandes Deutsches Baugewerbe vor allem für seine Verdienste um die Fusion der Berufsgenossenschaft der Bauwirtschaft
- 2012: Verdienstkreuz 1. Klasse der Bundesrepublik Deutschland[1]